# Tinta conductiva
La tinta conductora es una tinta que resulta en un objeto impreso que conduce la electricidad. La transformación de tinta líquida de impresión sólida puede implicar el secado, curado o fusión de los procesos.
Estas tintas se pueden clasificar como sistemas de alto contenido de sólidos disparados o sistemas de película gruesa de polímero, que permiten a los circuitos se pueden extraer o imprimir en una variedad de materiales de sustrato, tales como poliéster para papel. Estos tipos de tintas generalmente contienen materiales conductores, tales como plata en polvo o en copos y  materiales similares al carbono, aunque la conducción polimérica también se conoce.
Las tintas conductivas pueden ser una forma más económica de posar trazos conductores modernos, cuando se compara con los estándares industriales tradicionales, como el grabado de cobre ( etching copper) a partir de sustratos de recubiertos de cobre (copper plated substrates), para formar las mismas trazas conductoras sobre soportes relevantes, ya que la impresión es un proceso puramente aditivo que produce poca o ningún flujo de residuos, que luego tienen que ser recuperados o tratados.
Las tintas de plata tienen múltiples usos actuales, que incluyen la impresión de etiquetas RFID, tales como las que se utilizan en los modernos billetes de transporte, pueden ser utilizados para improvisar o reparar circuitos sobre placas de circuito impreso. Los teclados de ordenador contienen membranas con circuitos impresos que detectan cuando se pulsa una tecla. Los parabrisas antiescarcha, que consisten en trazos de resistencia aplicados al vidrio, también se imprimen. Muchos autos nuevos tienen trazos conductoras impresos en una ventana trasera, que actúan como antena de radio.
Las hojas de papel y de plástico impresas tienen características problemáticas, principalmente de alta resistencia y falta de rigidez. Las resistencias son demasiado altas para la mayoría de trabajos de las placa de circuitos, y la naturaleza no rígida de los materiales permiten que sean ejercidas fuerzas indeseables sobre conexiones de los componentes, causando problemas de fiabilidad. Por tanto, tales materiales sólo se utilizan en una gama limitada de aplicaciones, por lo general donde la flexibilidad es importante y que ninguna parte está montada sobre la hoja.